# 7957 Antonella
7957 Antonella este un asteroid din centura principală de asteroizi.

## Descriere
7957 Antonella este un asteroid din centura principală de asteroizi. A fost descoperit pe 17 ianuarie 1994 la Cima Ekar de Andrea Boattini și Maura Tombelli. Asteroidul prezintă o orbită caracterizată de o semiaxă mare de 2,77 ua, o excentricitate de 0,11 și o înclinație de 9,0° în raport cu ecliptica.